# Asticta caecula
Asticta caecula är en fjärilsart som beskrevs av Otto Staudinger 1896. Asticta caecula ingår i släktet Asticta och familjen nattflyn. Inga underarter finns listade i Catalogue of Life.